# Anurogryllus gnomus
Anurogryllus gnomus är en insektsart som beskrevs av Otte, D. och Perez-gelabert 2009. Anurogryllus gnomus ingår i släktet Anurogryllus och familjen syrsor. Inga underarter finns listade i Catalogue of Life.